# كريستوس جياجوس
كريستوس جياجوس (بالإنجليزية: Christos Giagos؛ مواليد 23 يناير 1990) هو مقاتل فنون القتال المختلطة أمريكي.

## وصلات خارجية
- كريستوس جياجوس على موقع يو إف سي (الإنجليزية)
- كريستوس جياجوس على موقع شيردوغ (الإنجليزية)
- كريستوس جياجوس على موقع Tapology.com (الإنجليزية)
- كريستوس جياجوس على موقع IMDb (الإنجليزية)
- كريستوس جياجوس على موقع قاعدة بيانات الفيلم (الإنجليزية)